# Yukio Fukuyama
Yukio Fukuyama (福山 幸夫, Fukuyama Yukio) é um neurologista japonês que descreveu a Doença de Fukuyama, também chamada de miopatia congênita de Fukuyama. Em sua homenagem, a proteína responsável por esta doença também recebeu o seu nome: fukutina.